# Vali Boghean
Vali Boghean (n. 21 septembrie 1977, Bumbăta, raionul Ungheni, RSS Moldovenească, URSS) este un compozitor, muzician și instrumentist din Republica Moldova.

## Copilărie
Vali Boghean este al 13-lea copil în familie. Primele cunoștinte despre muzică Valentin le ia de la tatăl său, care toată viața a cântat la baian pe la nunți și cumătrii. 
La vârsta de 8 ani Valentin este înscris la Școala de muzică din orășelul Cornești în clasa de pian. Doi ani mai târziu începe a studia trompeta. La 13 ani cântă în orchestra de instrumente populare de la Centrul de Creație al copiilor din orașul Ungheni.

## Activitate

### Aghelia
În 1992, șapte din frații Boghean (cinci frați și două surori) înființează formația de muzică ușoară "Aghelia". Denumirea este aleasă în cinstea fratelui mai mare dispărut în circumstanțe suspicioase în armată în perioada sovietică. Trupa a devenit în scurt timp foarte populară atât în Ungheni cât și în republică. A urmat invitații la concerte în orașul Iași (România), unde formația care interpreta deosebit stilul Folk rock. 

### X-band
Revenit la Ungheni, după un timp, Valentin Boghean începe în modul cel mai serios să studieze și să interpreteze muzica jazz, avându-i ca profesori pe Pavel Căpățină și Ion Lincovschi. în 1999 însușește un nou instrument muzical - Saxofonul. În 2000 inființează, împreună cu Pavel Capațină și Ion Lincovschi formația de jazz-rock "X-Band", unde Valentin se impune ca un adevărat improvizator la Saxofon, dar și ca solist vocal.
Spre finele anului, formația "X-Band" din Ungheni, unde Valentin este în postură de lider instrumentist, se clasează pe locul I la Festivalul-concurs republican "Armoniile Toamnei", organizat de Centrul Național de Creație Populară, iar o lună mai târziu aceeași formație este nominalizată ca cea mai bună formație de muzică ușoară în cadrul Festivalului internațional de muzică "Steaua Chișinăului".

### Trigon
În anii 2001 - 2003 a participat la mai multe festivale de muzică populară de unde s-a întors cu premii în compartimentul instrumente muzicale ( Festivalul Lăutarii Moldovei la Edineț, Festivalul de muzică populară din Năsăud – România, Festivalul folcoric Maria Tănase – România).
În anul 2003, Valentin este invitat de Anatol Ștefăneț, liderul formației "Trigon", să participe ca instrumentist în cadrul proiectului "SeaZONE", care avea drept scop imprimarea unui disc de muzică etno-jazz "Autumn Visit". Acest proiect a fost realizat în cele din urmă și cu participarea nemijlocită a chitaristului din Crimeea, Enver İzmaylov. După această colaborare, Valentin a devenit membru a Trigonului până în 2007.
A urmat o colaborare cu formația de etno-jazz georgiană The Shin, precum și cu Transbalcanica. În 2014 Vali Boghean a început din nou să colaboreze cu Trigonul și o face și în prezent. 

### Boghean Band
În 2009 Vali Boghean și-a înființat propria lui formație Vali Boghean Band, împreună cu Valeriu Cașcaval, Sandu Daraban și Oleg Lașcu. Mai tarziu s-au alaturat Gari Tverdohleb, Valentin Schirca, Gheorghe Postoronca și Radu Talambuță, Bogdan Turcan.  Componența trupei s-a modifcat de-a lungul timpului, au mai colobarat și Vitalie Țurcanu, Sandu Focșa. 
Muzica lui Boghean Band conține improvizații originale și este dificil de definit ca un gen specific, fiind o fuziune a Jazzului Balcanic, a Ethno-Estului European, a Folclorului, a Muzicii Orientale, a țiganilor, a elementelor clasice, toate combinate într-un mod modern. Acest buchet muzical creează cele mai variate sentimente, creând o atmosferă în care toată lumea se poate găsi.
Toți membrii sunt muzicieni cu experiență vastă din multe proiecte naționale și internaționale.
În decembrie 2010, Vali și trupa sa au susținut primul concert  la Teatrul de Opera și Balet în colaborare cu Victor Socaciu. 
În prezent, trupa este formată din șase instrumentisti fondatori, dar în diferite concerte  ei colaborează împreună cu alți șase, astfel trupa unește în total 12 instrumentiști talentați și sunt apreciați atit acasă, cât și peste hotare.

## Colaborări
Făcând parte din trupa Trigon, Valentin a mai coloborat între timp cu formația georgiană de etno-jazz The Shin și cu formația Transbalcanica, împreuna cu Marcel Ștefănet. 

### Alte colaborări
Adriana Rusu, Ana Barbu și Natalia Barbu,  Silvia Grigore, Geta Voinovan, Victor Buruiană, Valentin Dînga, Valeriu Cordineanu, Mircea Guțu, orchestra „Lăutarii” dirijor Nicolae Botgros, orchestra „Folclor” dirijor P.Neamțu, orchestra „Mugurel” dirijor I.Dascal, orchestra „Fluieraș” dirijor S.Ciuhrii.

## Performanțe artistice

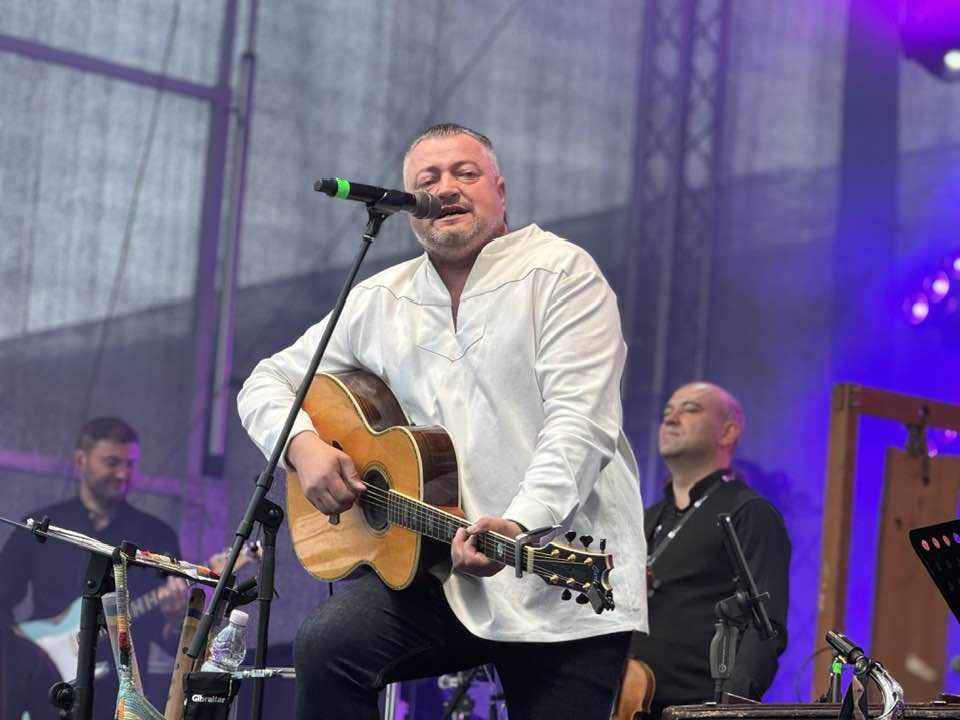
Vali Boghean în iunie 2025

- 1997 - locul II  în cadrul Festivalului “Galbenă Gutuie”
- 2001 - Trofeul Festivalului “Lăutarii Moldovenești”, Edineț;
- 2002 - laureat al Festivalului de muzică folclorică “Maria Drăgan”, Nisporeni
- 2001 - laureat al Festivalului de Muzică folclorică “Pe malul Dunării” Giurgiu, România
- 2001 - locul II la Festivalul “Maria Tănase” Craiova, România;
- 2005 - locul I la Festivalul  Folcloric “De Ispas la Năsăud”, Bistrița-Năsăud, România
- 2005 - Trofeul  ediției I a Festivalului “Nicolae Sulac”, Chișinău
- 2006 - Trofeul Festivalului “Festivalul Mamaia - 2006”, secția folclor, Mamaia - România[8]
- 2013 – Tofeul “Potcoava de Aur” muzică ușoară, ediția a VIII-a[9]

### Discografie
- 2003 – Autumn visit cu Trigon, Polidisc Records (Moldova)
- 2004 – Seven steps cu Trigon, MAVR Company (Moldova)
- 2005 – Transbalkanica cu Transbalkanica, Media PRO (România)
- 2011 – Doar ea Boghean Band, Independent Label (Moldova)

### Teatru și film
- 12 Scaune[10] (2012) în regia lui Petru Hadârcă
- Hronicul Găinarilor[10] (2014) în regia lui Petru Hadârcă
- Pepe ciorap lung[10] (2015) în regia lui Petru Hadârcă
- Aveți ceva de declarat? (2016) în regia lui Petru Hadârcă[11]
- Seceta Roșie (2017) în regia lui Petru Hadârcă[12]
- Scurtmetrajul animat Dji Death Sails[13] pentru Simpals Animation Studio